# Notommata diasema
Notommata diasema är en hjuldjursart som beskrevs av Myers 1936. Notommata diasema ingår i släktet Notommata och familjen Notommatidae. Inga underarter finns listade i Catalogue of Life.